# A Certain Sacrifice
A Certain Sacrifice es una película estadounidense dramática de 1985, coescrita y dirigida por Stephen Jon Lewicki y protagonizada por Madonna, Jeremy Pattnosh y Charles Kurtz. Fue la primera película en la que la cantante y actriz aparece. El filme independiente se filmó alrededor de septiembre de 1979 y lanzado en vídeo en 1985.

## Sinopsis
Madonna interpreta a Bruna, una residente de Nueva York que vive con «tres esclavos del amor» que son sus amantes (un hombre, una mujer y un transexual). Bruna conoce a Dashiell en la fuente de agua en el Parque Washington Square y los dos se enamoran. Poco después, Bruna es asaltada sexualmente, golpeada y violada por varios hombres. Junto a Dashiell y sus ahora exesclavos de amor, Bruna planea una venganza contra quienes fueron sus agresores.

## Publicación
En 1985, A Certain Sacrifice fue publicada en vídeo cuando Madonna ya había conseguido popularidad gracias a los lanzamientos de sus dos primeros álbumes de estudio, Madonna y Like a Virgin. La cantante intentó boicotear la película comprando sus derechos al director Stephen Jon Lewicki, pero falló en su oferta. Él la invitó a verla, a lo que ella respondió: «¡Jódete!». El filme fue criticado por ser demasiado sangriento y cruel, algo que no era acorde con la época.